# 南澳條鰨
南澳條鰨為輻鰭魚綱鰈形目鰨亞目鰨科的其中一種，為熱帶海水魚，分布於東印度洋澳洲西北部海域，體長可達15公分，棲息在沙底質底層水域，生活習性不明。

## 扩展阅读
維基物種上的相關：南澳條鰨